# Brian van Goethem
Brian van Goethem (Sluiskil, 16 aprile 1991) è un ex ciclista su strada olandese, professionista dal 2015 al 2020.

## Palmarès

### Strada
- 2013 (Metec-TKH, una vittoria)

PWZ Zuidenveld Tour

### Altri successi
- 2014 (Metec-TKH)

1ª tappa Giro della Repubblica Ceca (Moravská Třebová, cronosquadre)

## Piazzamenti

### Grandi Giri
- Vuelta a España

2019: ritirato (15ª tappa)

### Classiche monumento
- Giro delle Fiandre

2015: 126º
2017: ritirato
2018: ritirato
2019: ritirato
- Parigi-Roubaix

2017: fuori tempo massimo
2019: ritirato